# 鶴林寺 (徳島県勝浦町)
鶴林寺（かくりんじ）は、徳島県勝浦郡勝浦町にある高野山真言宗の寺院。山号は霊鷲山（りょうじゅさん）、院号は宝珠院（ほうじゅいん）と号する。本尊は地蔵菩薩。四国八十八箇所第二十番札所。
- 本尊真言：おん かかかびさんまえい そわか
- ご詠歌：しげりつる鶴の林をしるべにて 大師ぞいます地蔵帝釈（たいしゃく）
- 納経印：当寺本尊、星谷寺、白衣背中の鶴亀の鶴印

## 概要
地元の人や遍路からは「お鶴さん」と呼ばれ親しまれているが、「一に焼山、二にお鶴、三に太龍」と並び称される阿波の難所の一つで、鶴林寺山（標高516.1 m）の山頂近くにあり、本堂の位置で比較すると標高495 m付近で八十八箇所中７番目、表参道は「へんろころがし」といわれる急傾斜の山道である。

## 歴史

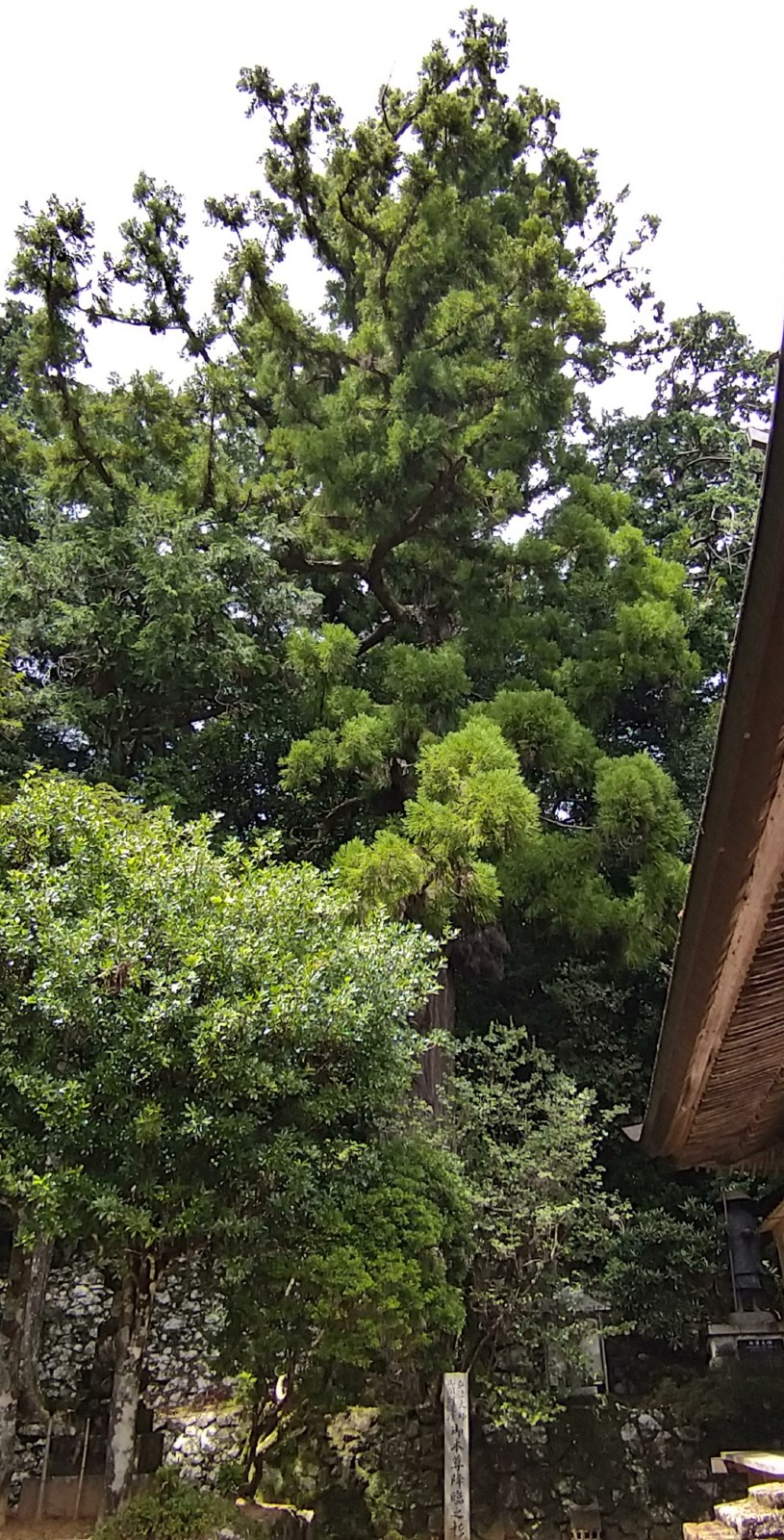
本尊降臨之杉

寺伝によれば、延暦17年（798年）に桓武天皇の勅願によって空海（弘法大師）が開創。寺伝によれば、空海がこの山で修行中に雌雄の白鶴が杉の梢で小さな金の地蔵菩薩像を守護していた。空海はそれを見て、霊木に3尺（約90 cm）の地蔵菩薩を刻み、その胎内に鶴が守っていた1寸8分の地蔵像を納めて本尊として鶴林寺の寺名を定めた。境内の雰囲気が釈迦が説法をした霊鷲山に似ていることから山号にいただいたという。
平城天皇、嵯峨天皇、淳和天皇からの篤い帰依、源頼朝、源義経、徳島藩祖蜂須賀家政などからの信仰も受けて大いに栄えた。
本尊の伝承として、昔、猟師が猪を追って山に入り矢を放ち、たどって行くと本堂で地蔵菩薩の胸に矢がささり血を流していた。猟師は殺生を懺悔し仏門に入ったということから矢負いの地蔵と呼ばれ、本尊にはその傷が残っていると云われている。

## 境内
- 山門（仁王門） - 明治42年2月建立。仁王像と共に鶴像が一対。
- 六角地蔵堂 - 文久22年建立、御砂地蔵6体。
- 忠霊殿 - 昭和23年建立。
- 護摩堂 - 大正15年5月建立。
- 大師堂 - 大正2年建立。

70段の石の階段
- 本堂 - 慶長9年建立。
- 御本尊降臨之杉 - 弘法大師御開創遺蹟
- 三重塔 - 文政6年（1823年）建立。五智如来（寶生・阿閦・大日・無量壽・不空成就）を祀る。
- 鎮守堂 - 承応2年建立。鶴峯（かくほう）大権現を祀る。
- 七福神堂
- 聖天堂 - 宝暦8年建立。左に役の行者像。境内の最高所。
- 鐘楼 - 宝暦9年建立、鐘は昭和24年135貫。袴腰形式で山門を入って右に上がって行く。

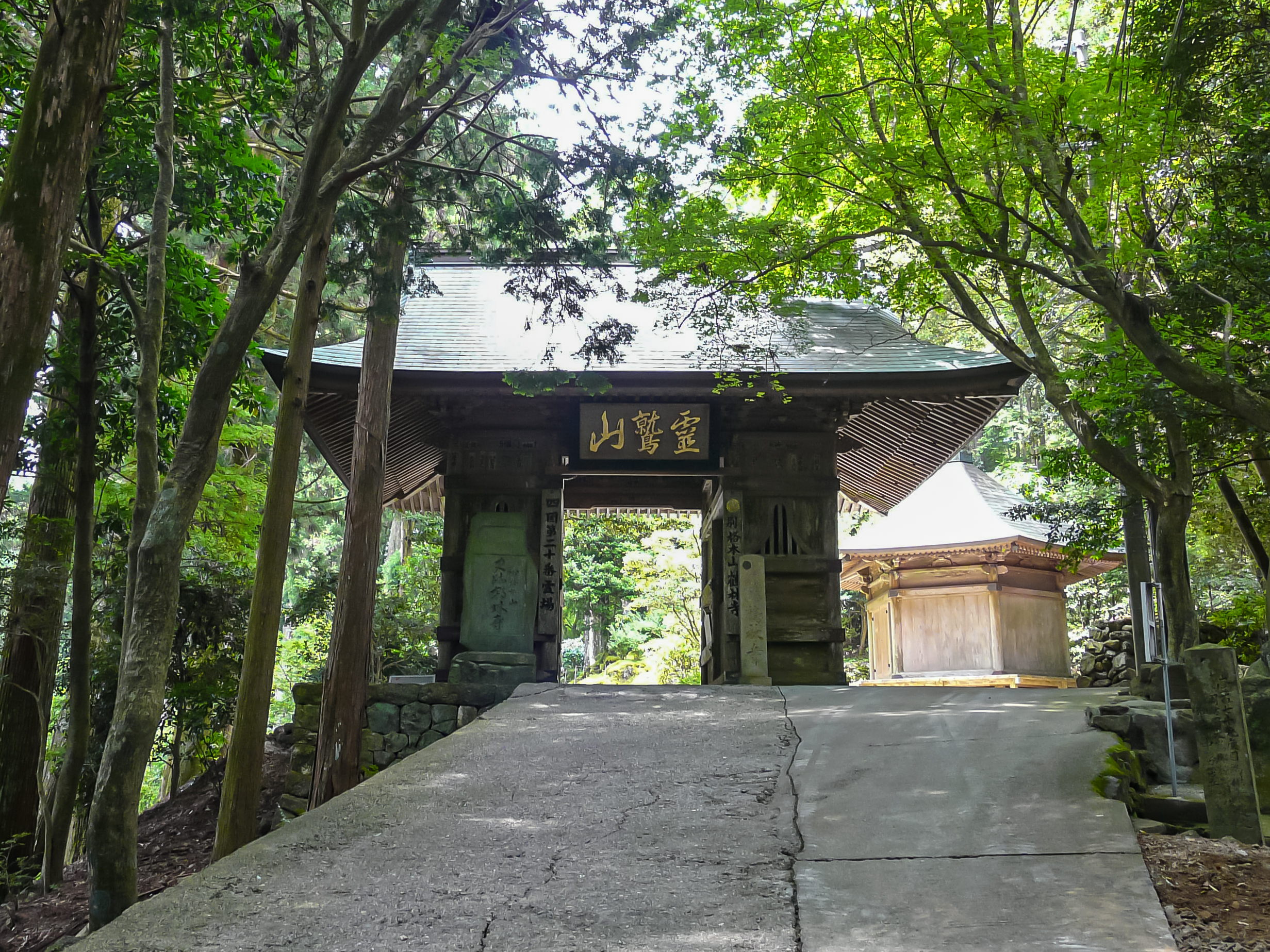
山門と六角地蔵堂
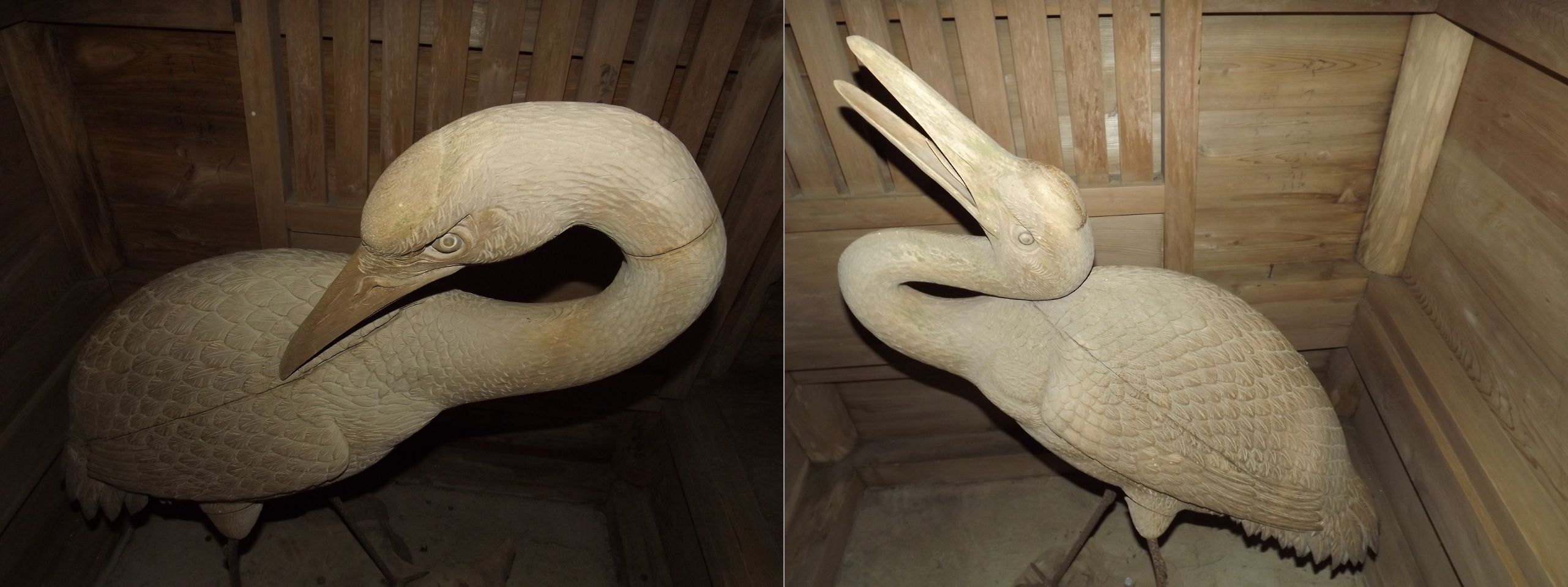
山門の中の鶴
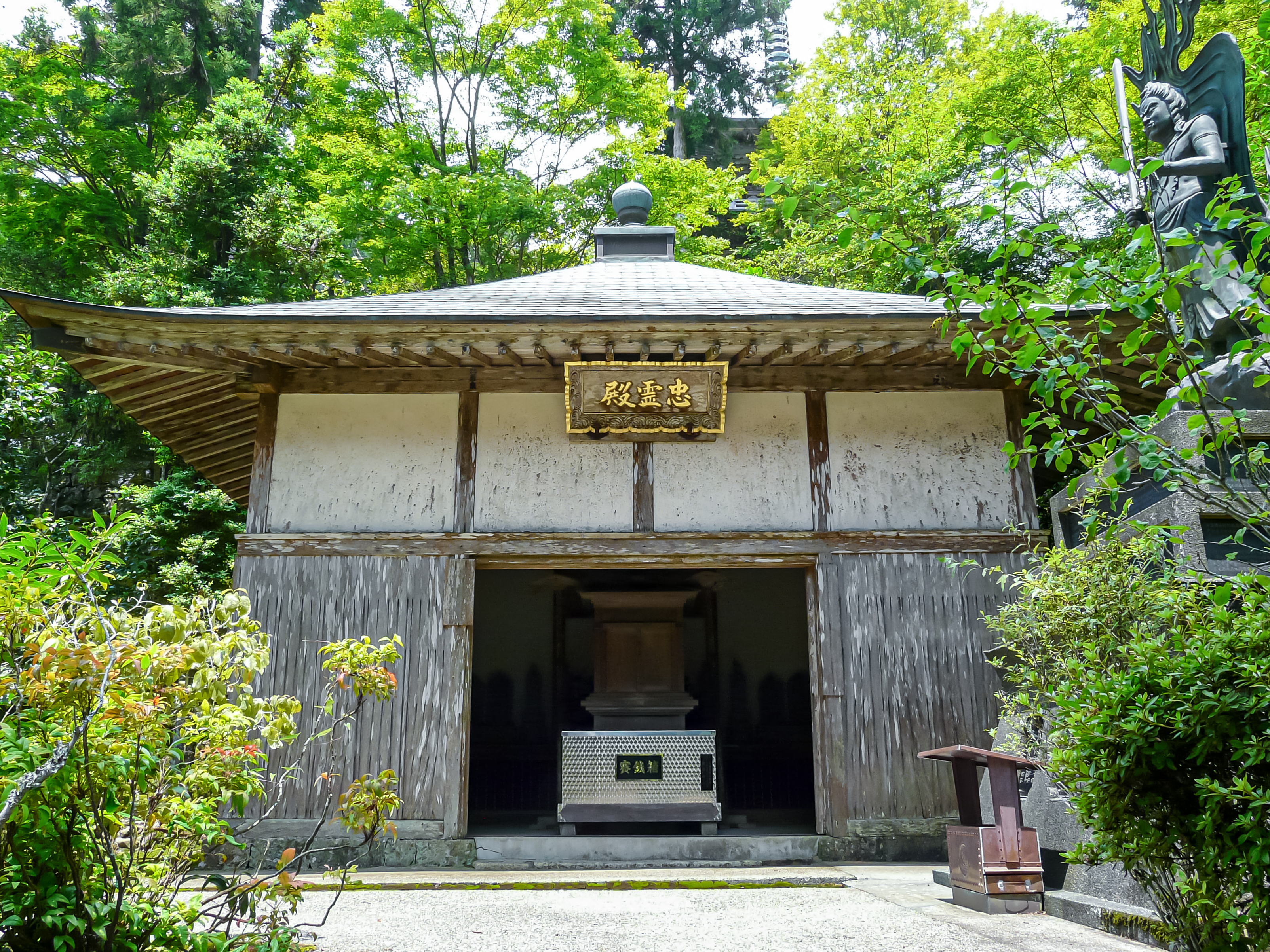
忠霊殿
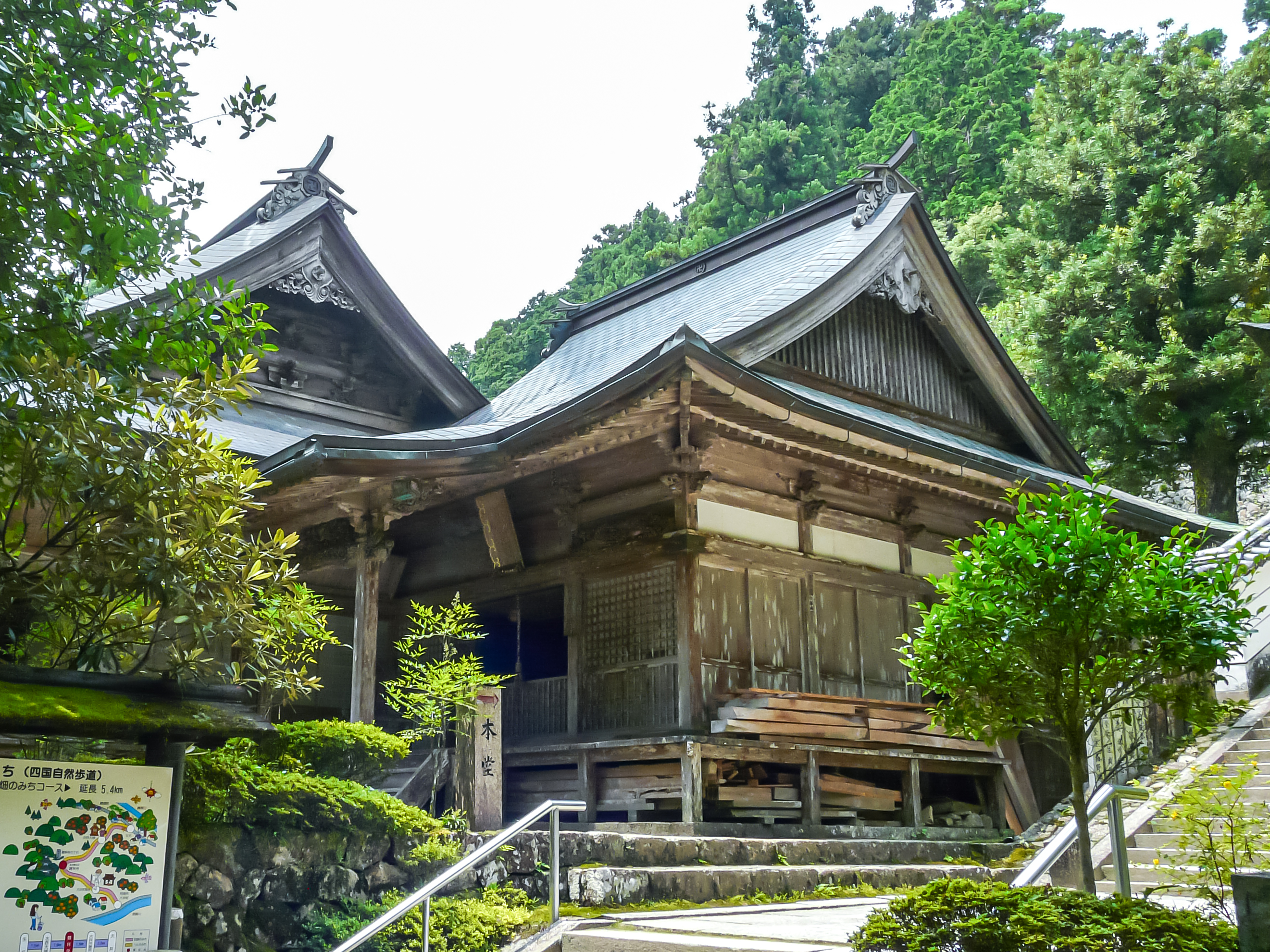
護摩堂
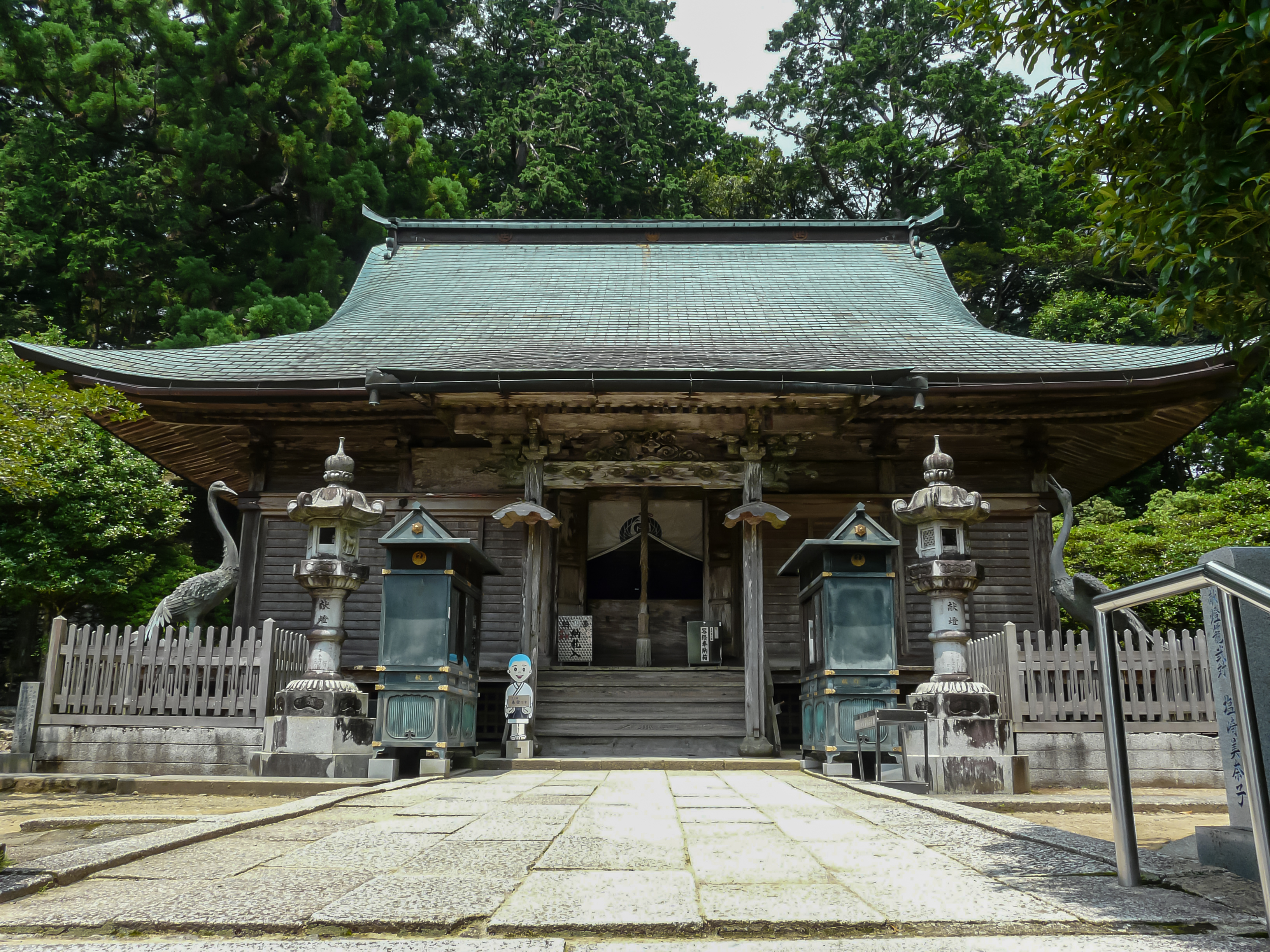
本堂
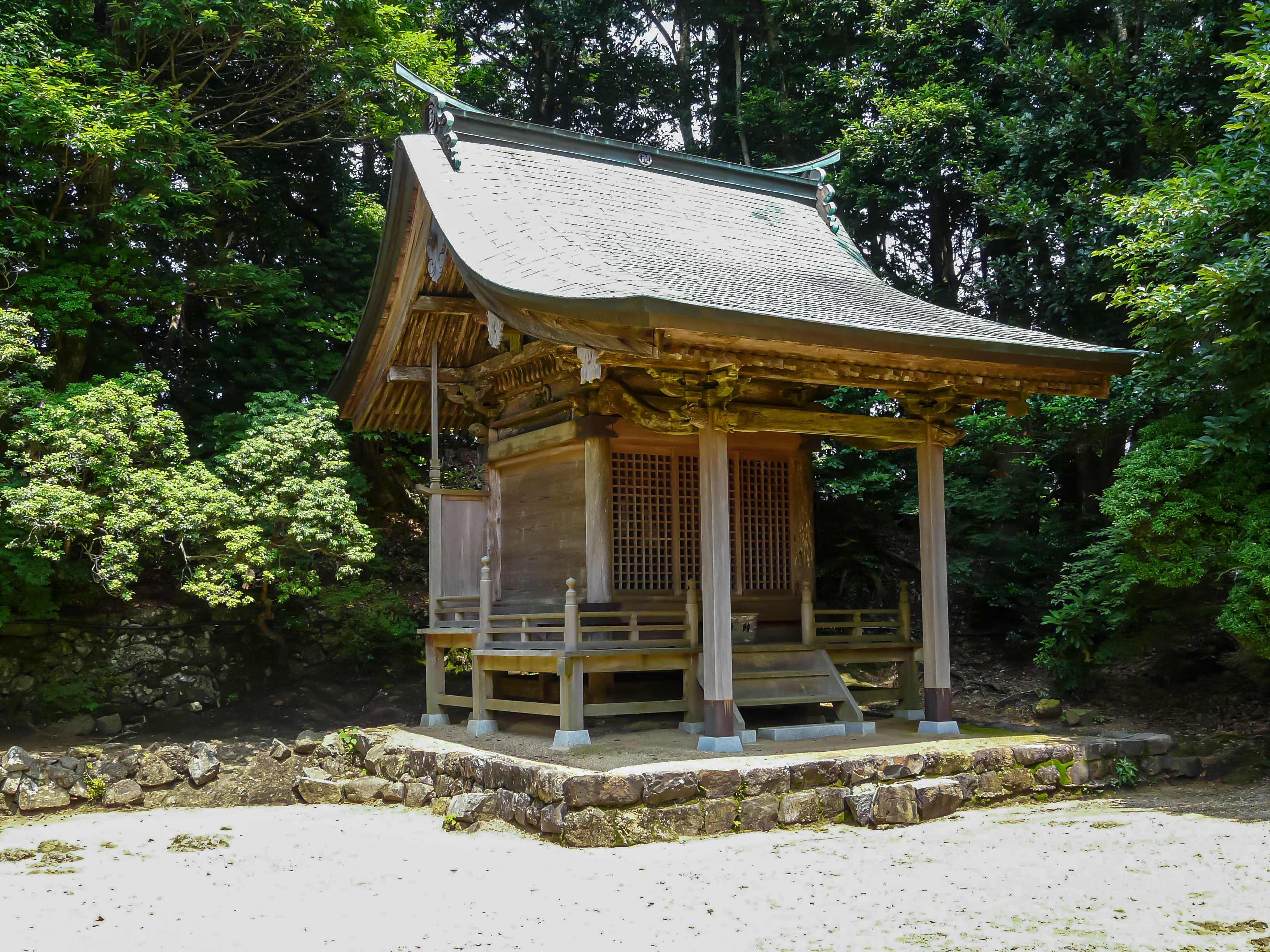
鎮守堂
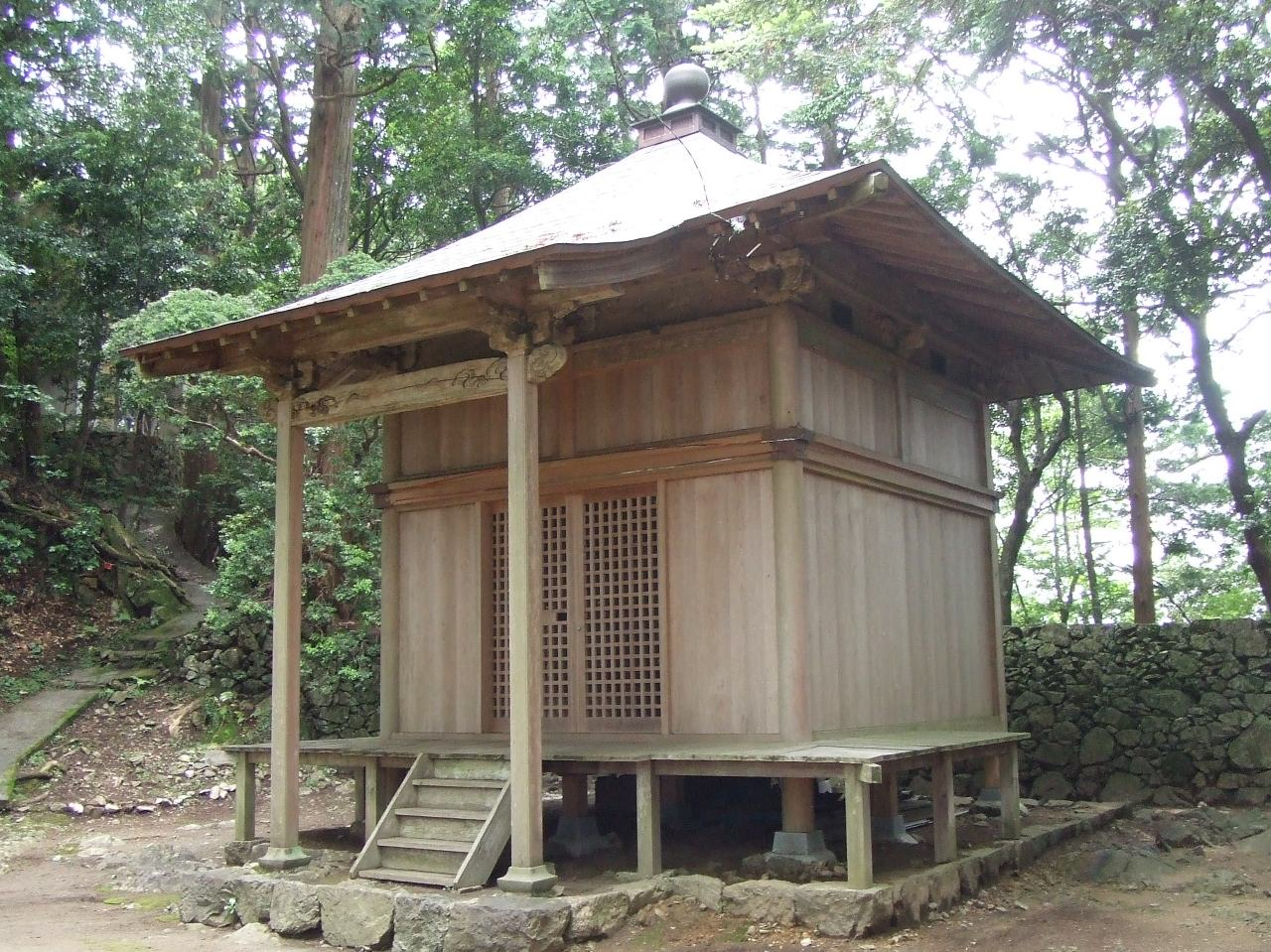
聖天堂
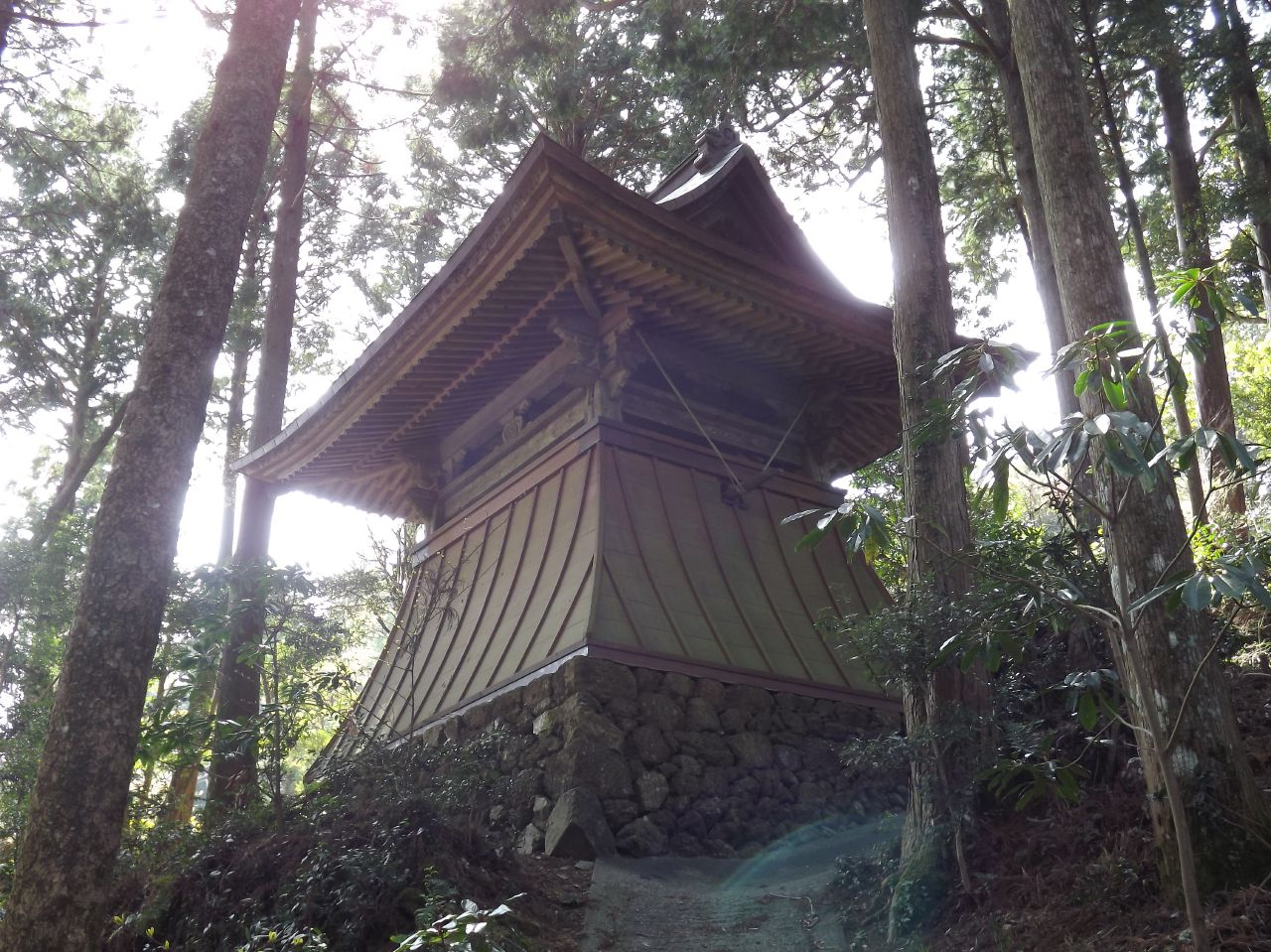
鐘楼堂

山門を入って参道を進むと右手に六角堂があり、さらに進むと左手に手水鉢があり右に70段の石段がある。石段下の右手に忠霊殿、左手に護摩堂と大師堂がありさらに先に納経所がある。さきほどの石段を上り詰めると本堂が建ち、本堂の左裏に、弘法大師御開創遺跡御本尊降臨之杉がそびえる。本堂の右の一段上に三重塔があり、その右上に鎮守堂、そこから左に上がって行くと本堂の真裏上に元は七福神を祀っていた小堂、さらに上がって本堂の左上に抜けると境内の一番高い所に聖天堂がある。袴腰形式の鐘楼は三重塔の右から山門方向に下って行くとあるが閉まっていて普段は撞けない。なお、太龍寺への遍路道は、手水鉢の脇から下りて行く。
- 大本坊 - 明治28年建立。
- 修行道場 - 昭和45年建立、120畳。
- 宝庫 - 延享5年4月建立。
- 霊宝殿 - 昭和36年建立。
- 庫裡 - 明治28年建立、85坪[2]。
- 句碑 - 瀧佳杖「水煙[注釈 1]にまほろしの鶴古ふし[注釈 2]咲き」が仁王門の右前にある。
- 宿坊：なし
- 駐車場：普通車で約30台無料

## 文化財
重要文化財

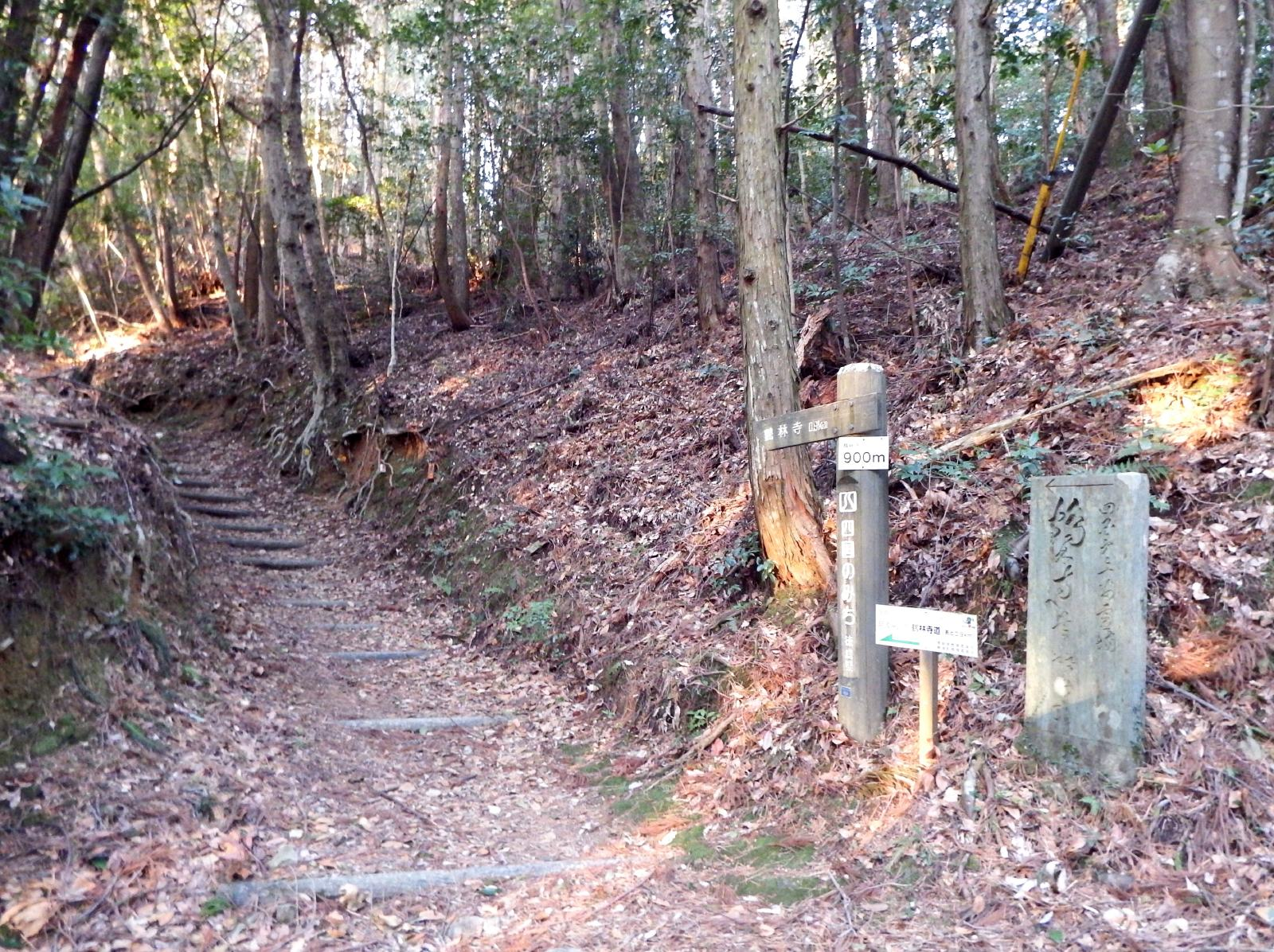
阿波遍路道 鶴林寺道

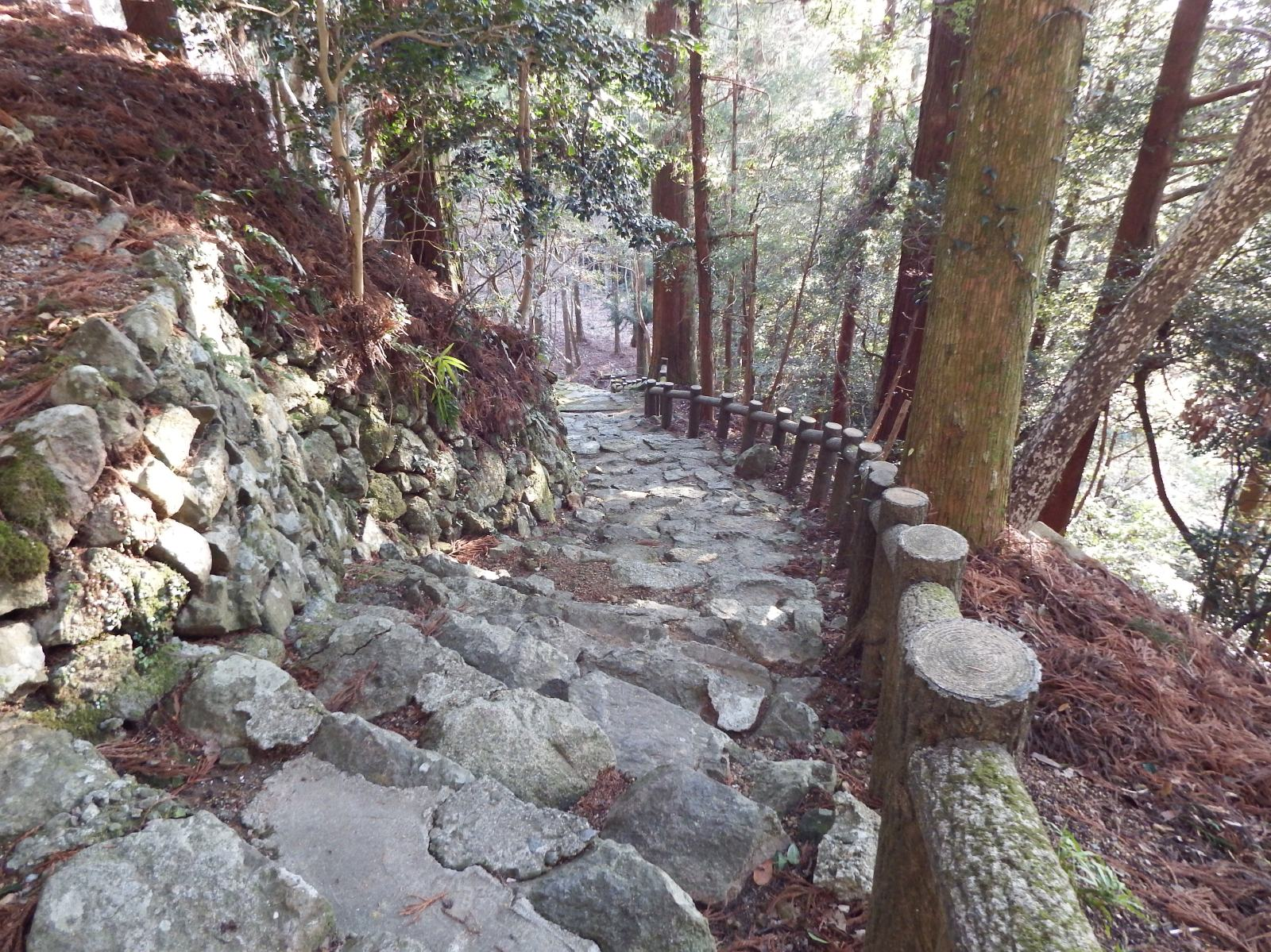
阿波遍路道 太龍寺道

- 木造地蔵菩薩立像 - 寄木造、彩色、像高63.3 cm、平安時代後期、京都国立博物館に寄託、明治44年8月9日指定。[3]

国の史跡
- 阿波遍路道 鶴林寺道 - 水呑大師から鶴林寺の間約1.27 km、平成22年8月5日指定。[4][5][6]
- 阿波遍路道 太龍寺道（前半） - 鶴林寺から大井集落手前までの約1.3 km。[5][6]
- 阿波遍路道 鶴林寺境内4.6 ha - 平成29年2月9日指定。[5][6]

徳島県指定有形文化財
- 絹本著色地蔵来迎図 -  昭和43年6月7日指定。[7]

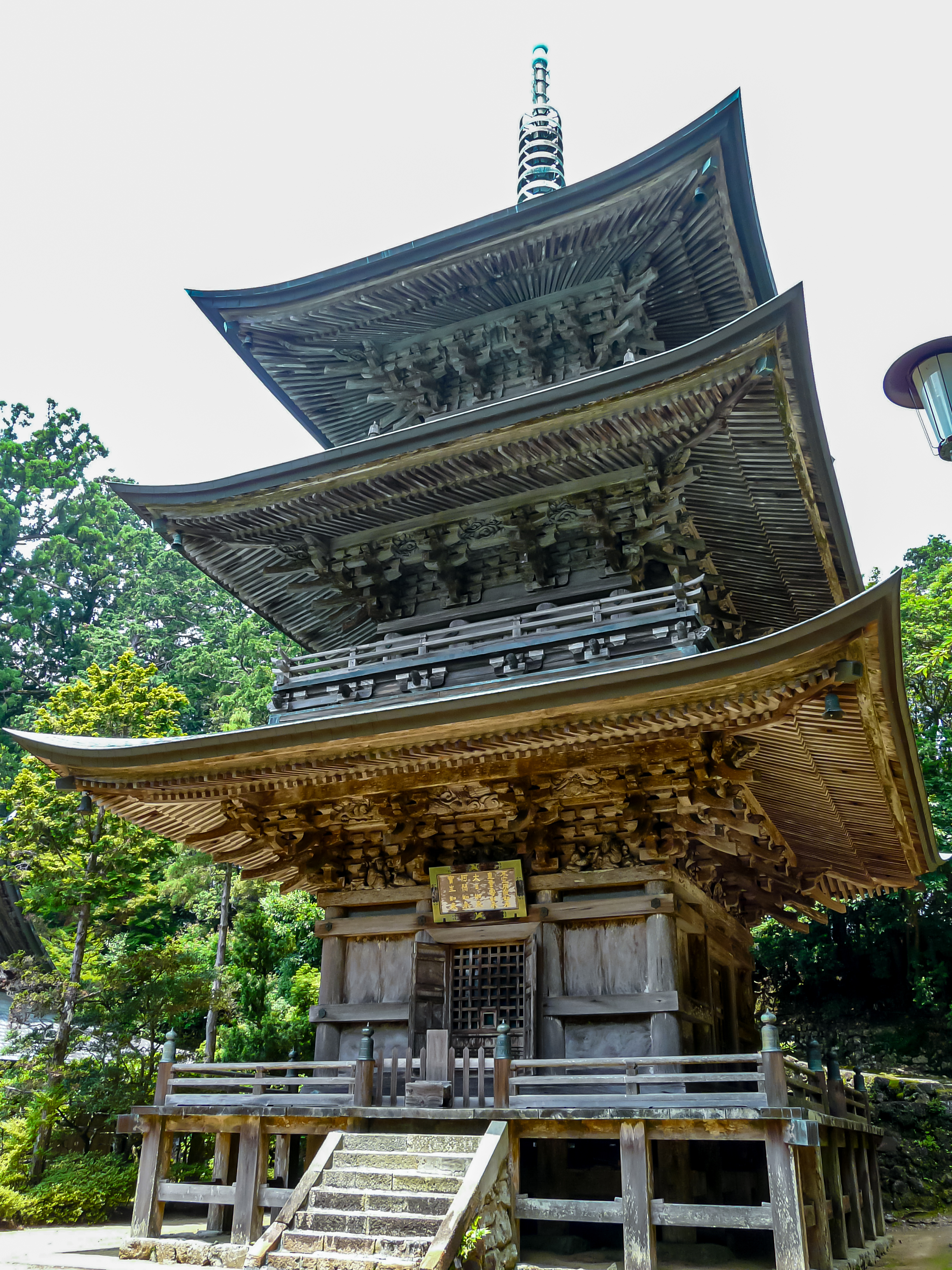
三重塔

- 三重塔 - 文政10年（1827年）、銅板葺、高さ23 m、昭和27年6月25日指定。[8]

勝浦町指定有形文化財
- 本堂 - 昭和53年7月10日指定。
- 千仏名経3巻 - 昭和53年7月10日指定。

重要美術品（国認定）
- 絹本著色釈迦三尊像 - 京都国立博物館に寄託。昭和15年6月7日認定[9]。

## アクセス
遍路道
- 19番立江寺 --(4.0 km)-- 櫛渕町萱原 -(6.2 km)-- 勝浦町生名 --(1.3 km)-- 水呑大師 -(1.6 km)-- 20番

鉄道

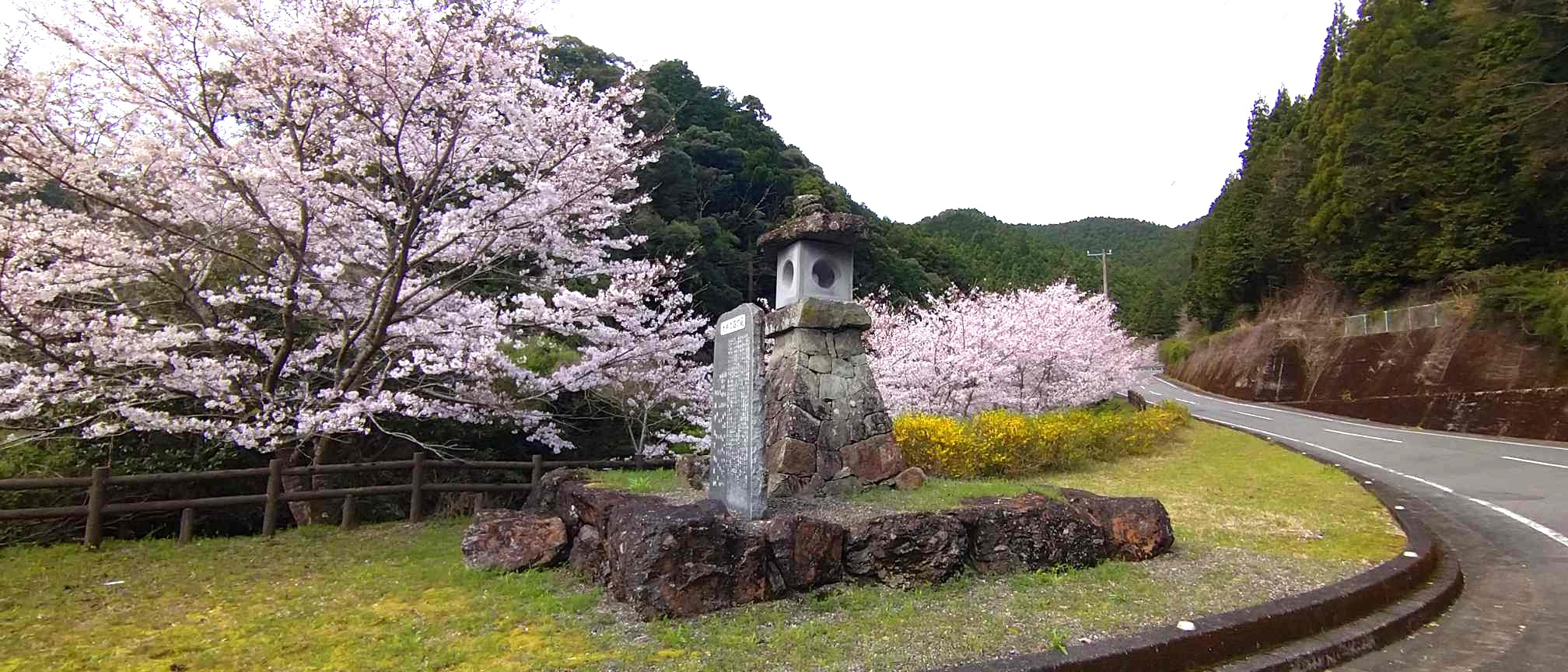
大井の石灯篭

- 四国旅客鉄道（JR四国） 牟岐線 – 立江駅下車 (13.5 km)

バス
- 徳島バス 勝浦線（横瀬行） 「生名」下車 (3.4 km)

道路
- 一般道：徳島県道19号阿南鷲敷日和佐線--大井の石灯篭--県道283号和食勝浦線--鶴峠から (1.9 km、徳島県道146号鶴林寺線)

## 奥の院
慈眼寺
月頂山 宝珠院 慈眼寺 「穴禅定」 （四国別格二十霊場第3番）
- 所在地 ：徳島県勝浦郡勝浦町上勝町正木 （慈眼寺）

## 周辺の番外霊場

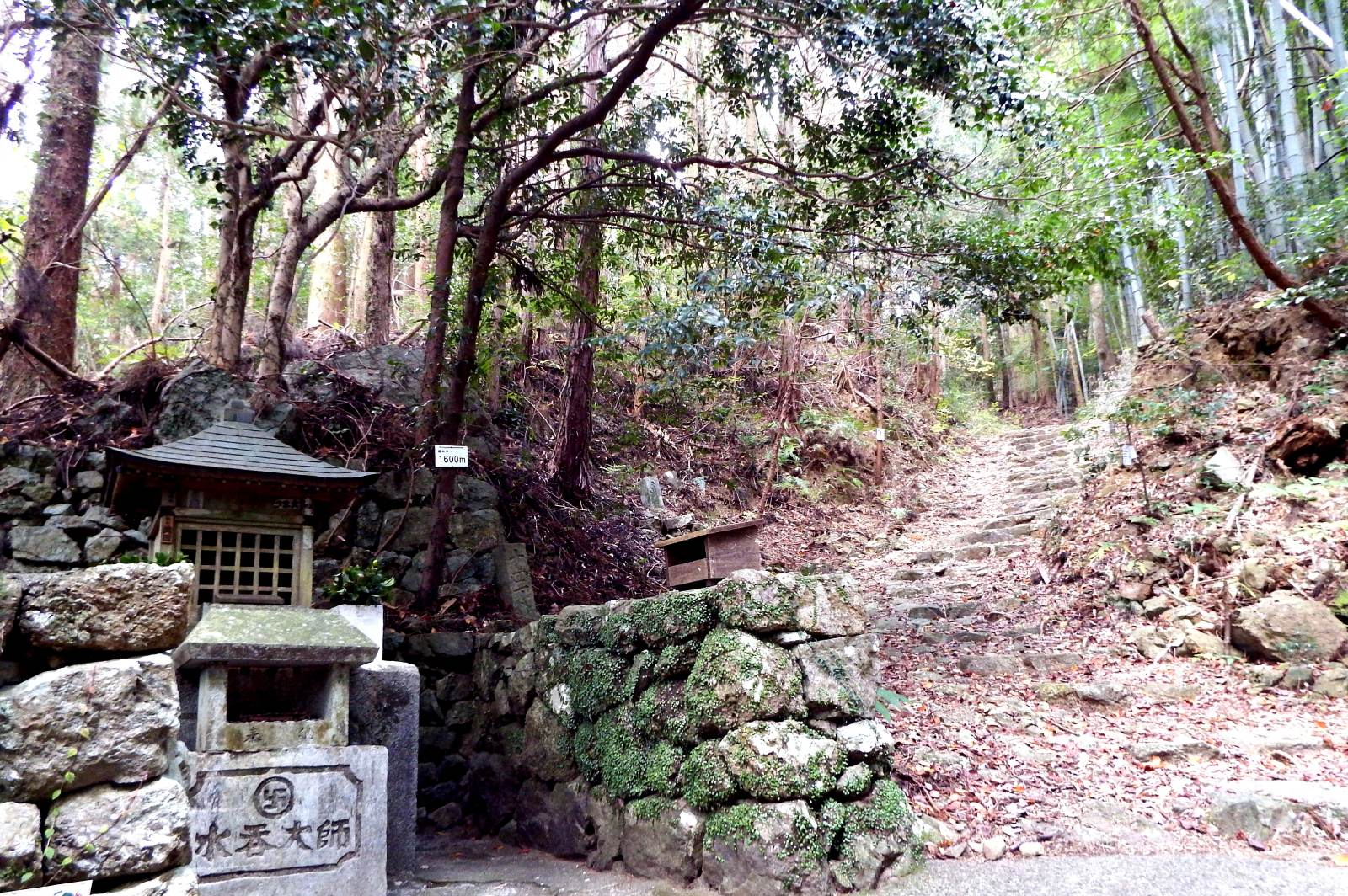
水呑大師

水呑大師（みずのみだいし）
当寺の1.27 km手前にあり、弘法大師が杖を突くと水が噴き出たという伝説の所で、ここまではコンクリート舗装され、ここから上が阿波遍路道鶴林寺道の史跡指定部分になる。
- 所在地 ：徳島県勝浦郡勝浦町生名 （水呑大師）

## 周辺の遍路向け施設

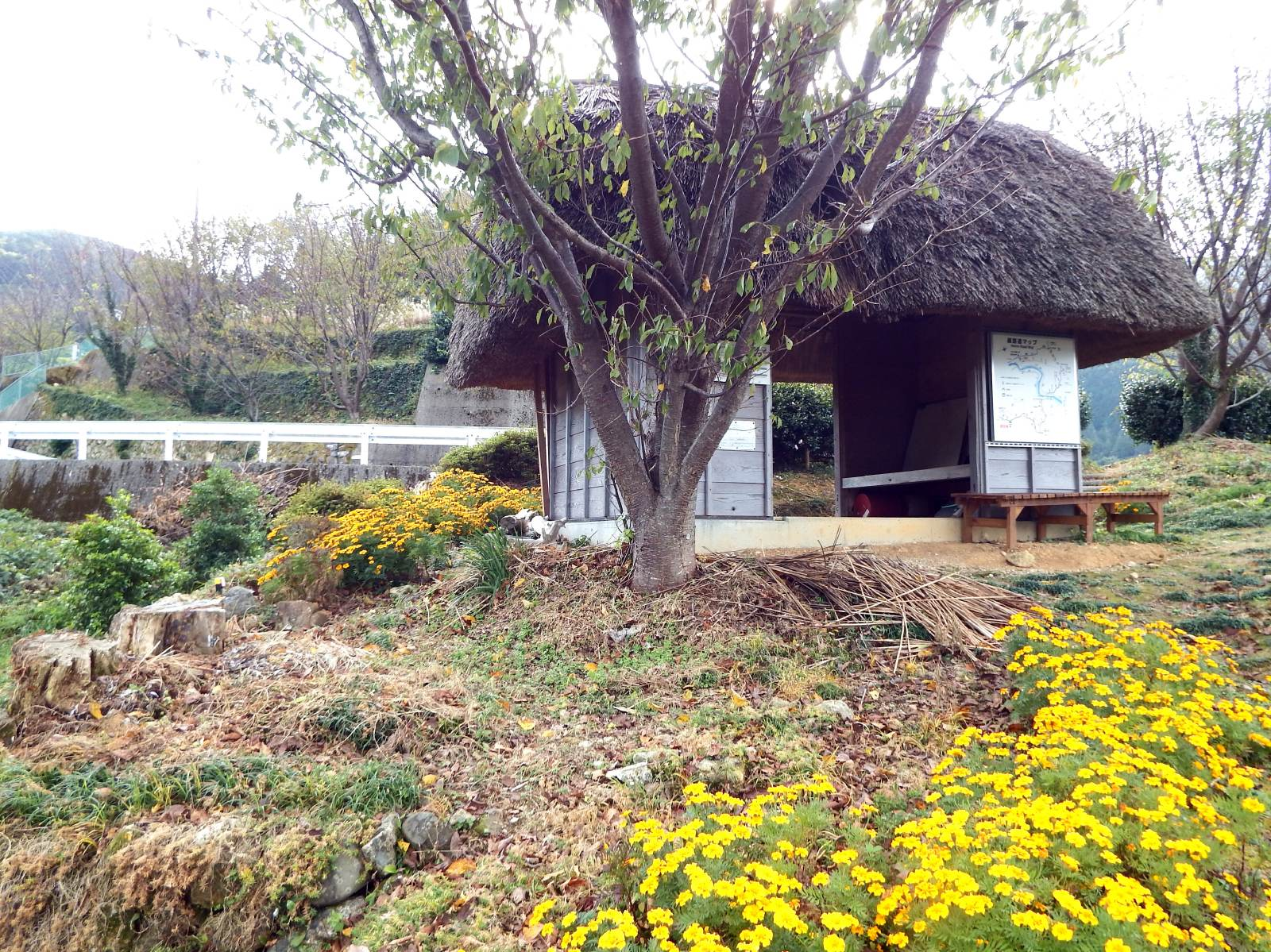
茅葺の休憩所

茅葺き遍路小屋
水呑大師より約0.5 km遍路道を北へ下ったところにある茅葺小屋。
とくしま文化財マイスター連絡協議会と神山茅葺き研究グループが、失われつつある徳島の茅葺き技術を後世に伝えていくため、平成22年度に文化庁の助成を受けて建設され、平成23年3月12日に落成した。鶴林寺道を歩く遍路の休憩所として使用されている。
- 所在地 ：徳島県勝浦郡勝浦町生名 （茅葺き遍路小屋）

## 前後の札所
四国八十八箇所
19 立江寺 --(13.1 km)-- 20 鶴林寺 --(6.7 km)-- 21 太龍寺